# Доње Ботушје
Доње Ботушје (мкд. Долно Ботушје) је насеље у Северној Македонији, у средишњем делу државе. Доње Ботушје припада општини Македонски Брод.

## Географија
Насеље Доње Ботушје је смештено у средишњем делу Северне Македоније. Од седишта општине, градића Македонски Брод, насеље је удаљено 45 km северно.
Рељеф: Доње Ботушје се налази у области Порече, која обухвата средишњи део слика реке Треске. Дато подручје је изразито планинско. Насеље је положено високо, на југоисточним висијама Суве Горе. Надморска висина насеља је приближно 1.080 метара.
Клима у насељу је планинска због знатне надморске висине.

## Историја
Почетком 20. века, као и Порече, становништво Доњег Ботушја је било наклоњено српској народној замисли, па се месно становништво у изјашњавало Србима.

## Становништво
По попису становништва из 2002. године, Доње Ботушје је имало 34 становника.
Претежно становништво у насељу су етнички Македонци (100% према последњем попису).
Већинска вероисповест у насељу је православље.